# Walter Nolen
Walter Nolen III (Memphis, 14 ottobre 2003) è un giocatore di football americano statunitense che milita nel ruolo di defensive end per gli Arizona Cardinals della National Football League (NFL).

## Carriera universitaria
Nolen ricevette offerte da numerosi istituti al termine delle scuole superiori, restringendo la sua cerchia ad Alabama, Florida, Georgia, Michigan e Tennessee. Nel novembre 2021 tuttavia optò per giocare nel college football per Texas A&M. In seguito fece una visita ufficiale a Tennessee, portando a speculazioni che il suo impegno con Texas A&M potesse essere incerto. In seguito firmò una lettera d'intento per giocare negli Aggies nel dicembre 2021.
Dopo due stagioni a Texas A&M, il 24 dicembre 2023, Nolen annunciò che si sarebbe trasferito a Ole Miss. Nell'unica stagione con i Rebels disputò 13 partite, con 48 tackle e 6,5 sack, venendo premiato come All-American.

## Carriera professionistica

### Arizona Cardinals
Nolen fu scelto nel corso del primo giro (16º assoluto) del Draft NFL 2025 dagli Arizona Cardinals.